# Alex Valencia
Alex Marcel Lund Valencia (Bergen, 22 settembre 1979) è un giocatore di calcio a 5 ed ex calciatore norvegese, di ruolo centrocampista.

## Caratteristiche tecniche
Viene schierato come centrocampista di fascia destra, ma sporadicamente è utilizzato come attaccante. Nel suo momento di massimo splendore, era veloce e molto bravo tecnicamente, oltre che divertente da veder giocare. La sua instabilità non gli ha permesso di esprimere tutto il suo potenziale.

## Carriera

### Club

#### Åsane e Brann
Valencia iniziò a giocare con la maglia dello Åsane, formazione per cui debuttò nella 1. divisjon. La squadra retrocesse però nella 2. divisjon e il centrocampista vide aumentare il suo spazio: totalizzò così 11 apparizioni in campionato. Fu poi ingaggiato dal Brann, potendo così esordire nell'Eliteserien il 7 maggio 1998, subentrando a Thorstein Helstad nella sconfitta per 1-0 in casa del Tromsø. Nelle prime due stagioni al club, il suo spazio fu limitato, ma le cose iniziarono a cambiare con il campionato 2000; in questa annata, infatti, Valencia fu autore del primo gol nella massima divisione norvegese, che permise il successo del Brann per 0-1 in casa del Vålerenga, in data 20 agosto 2000. Nei successivi due anni fu titolare, per poi perdere il posto nel campionato 2003.

#### Start
Valencia lasciò quindi il Brann al termine di questa stagione, accordandosi con lo Start, formazione militante nella 1. divisjon. Il 12 aprile 2004 debuttò allora con questa maglia, quando fu titolare nel successo casalingo per 4-0 sul Pors Grenland. Il 9 maggio realizzò la prima rete, contribuendo alla vittoria della sua squadra per 2-1 sul Raufoss. Valencia collezionò 22 presenze e 2 reti in campionato, in quella stagione, contribuendo così alla promozione dello Start, che si aggiudicò il primo posto in classifica. Rimase in squadra per altre due stagioni e mezza, sempre nell'Eliteserien, riuscendo a fornire un buon rendimento.

#### Aarhus e Odd Grenland
Il calciatore si trasferì poi ai danesi dello Aarhus, club militante nella Superligaen. Il primo incontro in squadra fu datato 18 luglio 2007, quando fu schierato titolare nella sconfitta casalinga per 1-2 contro lo Horsens. Il 22 settembre arrivò la prima rete, sebbene inutile ai fini del risultato: l'Aarhus fu infatti sconfitto per 1-2 dal Nordsjælland. Lo Aarhus terminò la stagione al 10º posto finale, raggiungendo la salvezza; Valencia segnò 2 reti nel corso di 23 incontri. All'inizio del campionato successivo, lasciò la squadra.
Il 25 luglio 2008 fu ufficializzato il suo trasferimento all'Odd Grenland, compagine di 1. divisjon a cui si legò con un contratto dalla durata di tre anni e mezzo. Esordì con questa maglia il 2 agosto 2008, sostituendo Bentley nella vittoria per 5-1 sul Nybergsund-Trysil. Contribuì in 9 incontri alla promozione della squadra nell'Eliteserien. Rimase all'Odd Grenland fino a metà della stagione seguente.

#### Fredrikstad
Il 31 agosto 2009 fu ufficializzato il suo trasferimento a titolo definitivo al Fredrikstad, formazione con cui firmò un contrattato della durata di tre anni e mezzo. Il 12 settembre debuttò in squadra, quando fu schierato titolare nel successo per 3-1 sul Vålerenga. Il 1º novembre dello stesso anno segnò la prima rete, nel successo per 0-5 in casa del Lyn Oslo. Il club retrocesse in 1. divisjon dopo aver perso gli incontri di qualificazione all'Eliteserien successiva; si riguadagnò però immediatamente la promozione, sempre attraverso le qualificazioni. Nel campionato 2011, le presenze di Valencia si limitarono a 9. Si svincolò alla fine del 2012.

#### Ritorno allo Åsane
Il 20 marzo 2013 firmò un contratto con lo Åsane.

### Nazionale
Valencia conta 8 presenze per la Norvegia under 21. Debuttò il 27 febbraio 2001, subentrando a Trond Fredrik Ludvigsen nel successo per 0-3 sulla Finlandia under 21. Il 24 marzo dello stesso anno, siglò la prima rete: fu autore del gol norvegese in occasione della sconfitta per 1-2 contro la Polonia under 21. Il 15 agosto 2001 arrivò poi l'esordio per la Nazionale maggiore: sostituì Jan-Derek Sørensen nel pareggio in amichevole per 1-1 contro la Turchia. Conta 5 presenze per la Norvegia.

#### Calcio a 5
Valencia disputò anche 8 incontri per la Nazionale norvegese di futsal, segnando 5 reti e partecipando al Campionato mondiale AMF 2003 in Paraguay.

## Statistiche

### Presenze e reti nei club
Statistiche aggiornate al 25 marzo 2014.
| Stagione            | Club                | Campionato          | Campionato | Campionato | Coppe nazionali | Coppe nazionali | Coppe nazionali | Coppe continentali | Coppe continentali | Coppe continentali | Supercoppe | Supercoppe | Supercoppe | Totale | Totale |
| Stagione            | Club                | Comp                | Pres       | Reti       | Comp            | Pres            | Reti            | Comp               | Pres               | Reti               | Comp       | Pres       | Reti       | Pres   | Reti   |
| ------------------- | ------------------- | ------------------- | ---------- | ---------- | --------------- | --------------- | --------------- | ------------------ | ------------------ | ------------------ | ---------- | ---------- | ---------- | ------ | ------ |
| 1996                | Åsane               | 1D                  | 1          | 0          | CN              | ?               | ?               | -                  | -                  | -                  | -          | -          | -          | ?      | ?      |
| 1997                | Åsane               | 2D                  | 11         | 1          | CN              | ?               | ?               | -                  | -                  | -                  | -          | -          | -          | ?      | ?      |
| 1998                | Brann               | ES                  | 3          | 0          | CN              | 0               | 0               | CU                 | 0                  | 0                  | -          | -          | -          | 5      | 0      |
| 1999                | Brann               | ES                  | 1          | 0          | CN              | 2               | 1               | -                  | -                  | -                  | -          | -          | -          | 3      | 1      |
| 2000                | Brann               | ES                  | 15         | 1          | CN              | 1               | 0               | CU                 | 1                  | 0                  | -          | -          | -          | ?      | ?      |
| 2001                | Brann               | ES                  | 26         | 2          | CN              | 5               | 2               | UCL                | 2                  | 0                  | -          | -          | -          | 33     | 4      |
| 2002                | Brann               | ES                  | 21         | 3          | CN              | 4               | 1               | CU                 | 1                  | 0                  | -          | -          | -          | ?      | ?      |
| 2003                | Brann               | ES                  | 14         | 2          | CN              | 4               | 1               | -                  | -                  | -                  | -          | -          | -          | ?      | ?      |
| Totale Brann        | Totale Brann        | Totale Brann        | 80         | 8          |                 | 16              | 5               |                    | 4                  | 0                  |            | -          | -          | 100    | 13     |
| 2004                | Start               | 1D                  | 22         | 2          | CN              | 2               | 2               | -                  | -                  | -                  | -          | -          | -          | 24     | 4      |
| 2005                | Start               | ES                  | 26         | 6          | CN              | 4               | 2               | -                  | -                  | -                  | -          | -          | -          | 30     | 8      |
| 2006                | Start               | ES                  | 21         | 2          | CN              | 3               | 3               | CU                 | 4                  | 0                  | -          | -          | -          | 28     | 5      |
| gen.-lug. 2007      | Start               | ES                  | 8          | 1          | CN              | 2               | 1               | -                  | -                  | -                  | -          | -          | -          | ?      | ?      |
| Totale Start        | Totale Start        | Totale Start        | 77         | 11         |                 | 11              | 8               |                    | 4                  | 0                  |            | -          | -          | 92     | 19     |
| 2007-2008           | Aarhus              | S                   | 23         | 2          | CD              | 2               | 0               | -                  | -                  | -                  | -          | -          | -          | ?      | ?      |
| lug.-ago. 2008      | Aarhus              | S                   | 1          | 0          | CD              | 0               | 0               | -                  | -                  | -                  | -          | -          | -          | ?      | ?      |
| Totale Aarhus       | Totale Aarhus       | Totale Aarhus       | 24         | 2          |                 | 2               | 0               |                    | -                  | -                  |            | -          | -          | 26     | 2      |
| 2008                | Odd Grenland        | 1D                  | 9          | 0          | CN              | 2               | 0               | -                  | -                  | -                  | -          | -          | -          | 11     | 0      |
| gen.-ago. 2009      | Odd Grenland        | ES                  | 15         | 0          | CN              | 1               | 0               | -                  | -                  | -                  | -          | -          | -          | 16     | 0      |
| Totale Odd Grenland | Totale Odd Grenland | Totale Odd Grenland | 24         | 0          |                 | 3               | 0               |                    | -                  | -                  |            | -          | -          | 27     | 0      |
| ago.-dic. 2009      | Fredrikstad         | ES                  | 6+1        | 1+0        | CN              | -               | -               | -                  | -                  | -                  | -          | -          | -          | 7      | 1      |
| 2010                | Fredrikstad         | 1D                  | 22+3       | 2+1        | CN              | 3               | 2               | -                  | -                  | -                  | -          | -          | -          | 28     | 5      |
| 2011                | Fredrikstad         | ES                  | 9          | 0          | CN              | 3               | 1               | -                  | -                  | -                  | -          | -          | -          | 12     | 1      |
| 2012                | Fredrikstad         | ES                  | 17         | 2          | CN              | 1               | 0               | -                  | -                  | -                  | -          | -          | -          | 18     | 2      |
| Totale Fredrikstad  | Totale Fredrikstad  | Totale Fredrikstad  | 54+3       | 5+1        |                 | 7               | 3               |                    | -                  | -                  |            | -          | -          | 64     | 9      |
| 2013                | Åsane               | 2D                  | 9          | 4          | CN              | 0               | 0               | -                  | -                  | -                  | -          | -          | -          | 9      | 4      |
| Totale Åsane        | Totale Åsane        | Totale Åsane        | 21         | 5          |                 | ?               | ?               |                    | -                  | -                  |            | -          | -          | ?      | ?      |
| Totale              | Totale              | Totale              | 280+3      | 31+1       |                 | ?               | ?               |                    | 8                  | 0                  |            | -          | -          | ?      | ?      |

### Cronologia presenze e reti in Nazionale
| Cronologia completa delle presenze e delle reti in nazionale ― Norvegia | Cronologia completa delle presenze e delle reti in nazionale ― Norvegia | Cronologia completa delle presenze e delle reti in nazionale ― Norvegia | Cronologia completa delle presenze e delle reti in nazionale ― Norvegia | Cronologia completa delle presenze e delle reti in nazionale ― Norvegia | Cronologia completa delle presenze e delle reti in nazionale ― Norvegia | Cronologia completa delle presenze e delle reti in nazionale ― Norvegia | Cronologia completa delle presenze e delle reti in nazionale ― Norvegia |
| Data                                                                    | Città                                                                   | In casa                                                                 | Risultato                                                               | Ospiti                                                                  | Competizione                                                            | Reti                                                                    | Note                                                                    |
| ----------------------------------------------------------------------- | ----------------------------------------------------------------------- | ----------------------------------------------------------------------- | ----------------------------------------------------------------------- | ----------------------------------------------------------------------- | ----------------------------------------------------------------------- | ----------------------------------------------------------------------- | ----------------------------------------------------------------------- |
| 15-8-2001                                                               | Oslo                                                                    | Norvegia                                                                | 1 – 1                                                                   | Turchia                                                                 | Amichevole                                                              | -                                                                       |                                                                         |
| 17-8-2005                                                               | Oslo                                                                    | Norvegia                                                                | 0 – 2                                                                   | Svizzera                                                                | Amichevole                                                              | -                                                                       |                                                                         |
| 7-9-2005                                                                | Oslo                                                                    | Norvegia                                                                | 1 – 2                                                                   | Scozia                                                                  | Qual. Mondiali 2006                                                     | -                                                                       |                                                                         |
| 26-1-2006                                                               | San Francisco                                                           | Messico                                                                 | 2 – 1                                                                   | Norvegia                                                                | Amichevole                                                              | -                                                                       |                                                                         |
| 29-1-2006                                                               | Carson                                                                  | Stati Uniti                                                             | 5 – 0                                                                   | Norvegia                                                                | Amichevole                                                              | -                                                                       |                                                                         |
| Totale                                                                  |                                                                         | Presenze                                                                | 5                                                                       |                                                                         | Reti                                                                    | 0                                                                       |                                                                         |